# Un fils (téléfilm)
Pour les articles homonymes, voir Un fils.
Pour plus de détails, voir Fiche technique et Distribution.
Un fils est un téléfilm français réalisé par Alain Berliner, diffusé pour la première fois le 4 novembre 2015 sur France 2.

## Résumé
Au planning familial où elle travaille, Mathilde reçoit la jeune Léa qui vient lui demander la pilule du lendemain. Les réactions de l'adolescente amènent Mathilde à penser qu'elle a été victime d'un viol. Elle encourage la jeune fille à ne pas garder cela pour elle, insistant sur la gravité des faits. Jusqu'au jour où, lors d'une nouvelle visite de Léa, Mathilde découvre que l'agresseur ne serait autre que son propre fils Florian qui aurait abusé de la jeune fille, à la suite d'un pari stupide lors d'une soirée trop arrosée entre adolescents...

## Fiche technique
- Titre français : Un fils
- Réalisation : Alain Berliner
- Scénario : Raphaëlle Roudaut
- Musique : Jean-Pierre Taïeb
- Production : Thomas Bourguignon, Stéphanie Carrère
- Société de production : Kwaï
- Pays d'origine :  France
- Ville de tournage : Lille
- Date de première diffusion : 4 novembre 2015 sur France 2

## Distribution
Sauf indication contraire, les informations mentionnées dans cette section peuvent être confirmées par la base de données cinématographiques IMDb,  présente dans la section « Liens externes ».
- Michèle Laroque : Mathilde
- Philippe Lefebvre : Arnaud
- Maxence Perrin : Florian
- Victor Meutelet : Paul
- Liah O'Prey : Héloïse
- Roxane Bret : Léa
- Audrey Chamot : Laure
- Marie Abidine : Bouchra
- Vanessa Jacquin : Annabelle
- Anne Conti : Marie-Pierre
- Floriane Potiez : Lisa Bianconi
- Jack Claudany : Maître Provost
- Alexandre Carrière : Capitaine Delande
- Robin Morgenthaler : Mathieu
- Laurent D'Elia : Mari de Laure
- Doralyse Brumain (non crédité)

## Récompense
- Festival de la fiction TV de La Rochelle 2014 : Meilleure interprétation féminine pour Michèle Laroque[1].